# کاراته در المپیک تابستانی ۲۰۲۰ – ۷۵+ کیلوگرم مردان
مسابقات کومیته ۷۵+ کیلوگرم مردان در کاراته در بازی‌های المپیک تابستانی ۲۰۲۰ در ۷ اوت ۲۰۲۱ در نیپون بودوکان برگزار شد.

## قالب
این مسابقه در یک مرحله گروهی در دو گروه و سپس در یک مرحله حذفی انجام شد. هر گروه متشکل از پنج ورزشکار بود. ورزشکاری که در گروه A اول شد در مرحله نیمه‌نهایی با ورزشکاری روبرو شد که در گروه B دوم شد و بالعکس. هیچ مسابقه‌ای برای مدال برنز در مسابقات کومیته وجود نداشت. بازندگان نیمه‌نهایی هر کدام یک مدال برنز دریافت کردند.

## تقویم
همه زمان‌ها به وقت محلی است (UTC+9).
| تاریخ            | زمان                    | مرحله                                                       |
| ---------------- | ----------------------- | ----------------------------------------------------------- |
| شنبه، ۷ اوت ۲۰۲۱ | ۱۶:۵۰ ۱۹:۳۷ ۲۰:۰۵ ۲۰:۱۵ | مرحله گروهی نیمه‌نهایی مسابقه برای مدال طلا مراسم اهدای مدال |

## نتایج

### مرحله گروهی

#### گروه A
| رتبه | ورزشکار                 | بازی | برد | تساوی | باخت | امتیاز | صلاحیت    |
| ---- | ----------------------- | ---- | --- | ----- | ---- | ------ | --------- |
| ۱    | ریوتارو آراگا (JPN)     | ۳    | ۳   | ۰     | ۰    | ۶      | نیمه‌نهایی |
| ۲    | اوغور آکتاش (TUR)       | ۳    | ۲   | ۰     | ۱    | ۴      | نیمه‌نهایی |
| ۳    | گوگیتا آرکانیا (GEO)    | ۳    | ۱   | ۰     | ۲    | ۲      |           |
| ۴    | دانیار یولداشف (KAZ)    | ۳    | ۰   | ۰     | ۳    | ۰      |           |
| —    | جاناتان هورنه (GER) DSQ | ۰    | ۰   | ۰     | ۰    | ۰      |           |

#### گروه B
| رتبه | ورزشکار               | بازی | برد | تساوی | باخت | امتیاز | صلاحیت    |
| ---- | --------------------- | ---- | --- | ----- | ---- | ------ | --------- |
| ۱    | سجاد گنج‌زاده (IRI)    | ۴    | ۳   | ۱     | ۰    | ۷      | نیمه‌نهایی |
| ۲    | طارق حمدی (KSA)       | ۴    | ۲   | ۱     | ۱    | ۵      | نیمه‌نهایی |
| ۳    | ایوان کوسیچ (CRO)     | ۴    | ۲   | ۰     | ۲    | ۴      |           |
| ۴    | دانیل گایسینسکی (CAN) | ۴    | ۱   | ۱     | ۲    | ۳      |           |
| ۵    | برایان ایر (USA)      | ۴    | ۰   | ۱     | ۳    | ۱      |           |

### مرحله حذفی
|  | نیمه نهایی | نیمه نهایی          | نیمه نهایی |  |  | نهایی              | نهایی              | نهایی |
|  |            |                     |            |  |  |                    |                    |       |
|  | A1         | ریوتارو آراگا (JPN) | ۰          |  |  |                    |                    |       |
|  | B2         | طارق حمدی (KSA)     | ۲          |  |  | طارق حمدی (KSA)    | طارق حمدی (KSA)    | ۴     |
|  | B1         | سجاد گنج‌زاده (IRI)  | ۲          |  |  | سجاد گنج‌زاده (IRI) | سجاد گنج‌زاده (IRI) | ۱     |
|  | A2         | اوغور آکتاش (TUR)   | ۲          |  |  |                    |                    |       |
|  |            |                     |            |  |  |                    |                    |       |
|  |            |                     |            |  |  |                    |                    |       |
|  |            |                     |            |  |  |                    |                    |       |

در مرحله نهایی، طارق حمدی ضربه سهمگینی به سینه سجاد گنج‌زاده زد که باعث بیهوش شدن وی شد و داوران و پزشکان پس از مشورت، طارق حمدی را اخراج کرده و گنج‌زاده با دیسکالیفه شدن حریف قهرمان شد.